# Tossal de la Devesa (Juneda)
El Tossal de la Devesa és una muntanya de 296 metres que es troba al municipi de Juneda, a la comarca catalana de les Garrigues.